# Fausto Desalu
Eseosa Fostine „Fausto“ Desalu (* 19. Februar 1994 in Casalmaggiore) ist ein italienischer Leichtathlet nigerianischer Herkunft, der sich hauptsächlich auf den 200-Meter-Sprint spezialisiert hat. 2021 gewann er die Goldmedaille mit der italienischen 4-mal-100-Meter-Staffel bei den Olympischen Sommerspielen 2020 in Tokio.

## Leben
Eseosa Desalu wurde als Sohn nigerianischer Eltern in Casalmaggiore, in der Lombardei, geboren. Zunächst war er sportlich als Fußballer aktiv, bevor er 2007 zur Leichtathletik wechselte, wo er in seiner Heimatstadt das Training unter Giacomo Contini aufnahm. In seinen ersten Jahren als Leistungssportler trat er als nigerianischer Athlet an, bevor er mit Erreichen der Volljährigkeit im Winter 2012 die Italienische Staatsbürgerschaft erhielt.
Nachdem er einen Großteil seines Lebens in der Nähe der Stadt Sabbioneta verbracht hatte, zog er mit 17 in seine Geburtsstadt zurück. Seit Herbst 2018 trainiert er in Parma, unter der Anleitung des Trainers Sebastian Bacchieri. Desalu ist Fan der Musikrichtung Metal und spielte eine Zeit lang Schlagzeug in einer Band.

## Sportliche Laufbahn
2010 nahm Desalu erstmals in landesweiten Wettkämpfen über verschiedene Sprintdistanzen teil. Im Sommer gewann er über 110 Meter Hürden die Silbermedaille bei den Italienischen U18-Meisterschaften. Ein Jahr später siegte er, in der gleichen Altersklasse, über 60 Meter Hürden in der Halle und über 200 Meter in der Freiluft. Über diese Distanz verbesserte er sich im Laufe des Jahres bis auf 21,51 s. 2012 siegte er bei den Italienischen Juniorenmeisterschaften mit neuer Bestzeit von 21,06 s und konnte in der Folge an den U20-Weltmeisterschaften in Barcelona teilnehmen. Während er über 200 Meter disqualifiziert wurde, schied er mit der 4-mal-100-Meter-Staffel als Fünfter deren Vorlaufs aus. Insgesamt landete die Staffel auf dem 17. Platz. 2013 verbesserte sich Desalu bei seinem erneuten Sieg bei den Italienischen U20-Meisterschaften auf 20,94 s. Im Juli nahm er an den U20-Europameisterschaften in der italienischen Heimat teil. Über 200 Meter kam er dabei mit 21,16 s als Fünfter ins Ziel. Mit der Staffel gewann er einen Tag später die Bronzemedaille.
2014 gewann Desalu bei den Italienischen Meisterschaften die Bronzemedaille über 200 Meter. Im August nahm er bei den Europameisterschaften in Zürich an seinen ersten internationalen Meisterschaften bei den Erwachsenen teil. Im Vorlauf über 200 Meter stellte er mit 20,55 s eine neue Bestleistung auf, die ihm zum Sprung in das Halbfinale verhalf. Darin kam er nicht nochmal in die Nähe dieser Zeit und schied als Siebter seines Laufs aus. Mit der Staffel gelang ihm anschließend der Einzug in das Finale, allerdings erreichte sie darin nicht das Ziel. 2015 konnte Desalu die Silbermedaille bei den Italienischen Meisterschaften gewinnen. Nachdem er mit der Staffel bei den World Relays im Vorlauf ausgeschieden war, trat er im Oktober bei den Militärweltspielen im koreanischen Mungyeong an. Über 200 Meter konnte er dabei mit Saisonbestleistung von 20,64 s die Silbermedaille gewinnen. Mit der Staffel belegte er den vierten Platz. 2016 verbesserte sich Desalu bei seinem Sieg bei den italienischen Meisterschaften auf 20,31 s und erfüllte damit die Norm für die Olympischen Sommerspiele in Rio de Janeiro. Einen Monat vor der den Spielen, trat er in Amsterdam bei den Europameisterschaften an. Dort gelang ihm der Einzug in das Halbfinale, in dem er als Vierter seines Laufs am Finaleinzug scheiterte. Insgesamt belegte er den elften Platz. Bei den Olympischen Spielen war für ihn als Fünfter direkt nach dem Vorlauf Schluss.
2017 wurde Desalu, zusammen mit seinen Staffelläufern, bei den World Relays auf den Bahamas nach dem Vorlauf disqualifiziert. 2018 verbesserte er sich im Vorlauf bei den Mittelmeerspielen im spanischen Tarragona auf eine Zeit von 20,25 s. Im Finale kam er dann nicht über eine Zeit von 20,76 s hinaus, gewann damit dennoch die Silbermedaille. Einen Tag später fügte er der Silbermedaille, mit dem Gold der Sprintstaffel eine weitere Medaille hinzu. In beiden Disziplinen trat Desalu zwei Monate später bei den Europameisterschaften in Berlin an. Während die Staffel, wie schon bei den World Relays ein Jahr zuvor, nach dem Vorlauf disqualifiziert wurde, konnte er über 200 Meter in das Finale einziehen. Darin lief er mit 20,13 s, die seitdem als seine persönliche Bestzeit zu Buche stehen. Mit dieser Zeit landete er im Finale auf dem sechsten Platz. 2019 zog die italienische Staffel bei den World Relays in Yokohama in das Finale ein, konnte darin allerdings das Rennen nicht beenden. Im September nahm Desalu bei den Weltmeisterschaften in Doha teil. Nach dem Einzug in das Halbfinale, scheiterte er darin mit 20,73 s am Finaleinzug und landete insgesamt auf dem 21. Platz.
Im Mai 2021 gewann Desalu, zusammen mit seinen Teamkollegen, die Silbermedaille im 4-mal-100-Meter-Staffelwettbewerb bei den World Athletics Relays in Chorzów. Mit seiner Siegerzeit von den Italienischen Meisterschaften in 20,38 s qualifizierte er sich nach 2016 zum zweiten Mal für die Olympischen Sommerspiele. Im Vorlauf lief er in Tokio mit 20,29 s Saisonbestleistung und erreichte damit das Halbfinale. Dort verpasste er mit dem sechsten Platz im ersten Halbfinallauf den Finaleinzug. Wenige Tage später bestritt Desalu mit der italienischen 4-mal-100-Meter-Staffel den Vorlauf und erreichte mit ihr das Finale, in dem er als Teil des Quartetts mit Nationalrekord von 37,50 s Olympiasieger wurde. 2022 trat er in den USA zu seinen zweiten Weltmeisterschaften an. Zunächst startete er im Vorlauf über 200 Meter, verpasste als Viertplatzierter seines Laufes allerdings den Einzug in das Halbfinale. Zum Ende der Weltmeisterschaften bestritt er zudem mit seinen Teamkollegen den Vorlauf der 4-mal-100-Meter-Staffeln, wobei man als Siebtplatzierte ebenfalls ausschied. Einen Monat später trat er im 200-Meter-lauf bei den Europameisterschaften in München an, verpasste als Vierter seines Laufes allerdings den Einzug in das Finale.
2023 trat Desalu bei den Weltmeisterschaften in Budapest an. Dort lief er in 20,49 s Saisonbestleistung, schied aber dennoch als Sechster seines Vorlaufes frühzeitig aus.
Desalu wurde zwischen 2016 und 2017 sowie 2021 dreimal Italienischer Meister über 200 Meter.

## Wichtige Wettbewerbe
| Jahr                | Veranstaltung             | Ort                 | Platz               | Disziplin           | Zeit                |
| Startet für Italien | Startet für Italien       | Startet für Italien | Startet für Italien | Startet für Italien | Startet für Italien |
| ------------------- | ------------------------- | ------------------- | ------------------- | ------------------- | ------------------- |
| 2012                | U20-Weltmeisterschaften   | Barcelona           |                     | 200 m               | DSQ                 |
| 2012                | U20-Weltmeisterschaften   | Barcelona           | 17.                 | 4 × 100 m           | 40,41 s             |
| 2013                | U20-Europameisterschaften | Rieti               | 5.                  | 200 m               | 21,16 s             |
| 2013                | U20-Europameisterschaften | Rieti               | 3.                  | 4 × 100 m           | 40,00 s             |
| 2014                | Europameisterschaften     | Zürich              | 12.                 | 200 m               | 20,73 s             |
| 2014                | Europameisterschaften     | Zürich              |                     | 4 × 100 m           | DNF                 |
| 2015                | Militärweltspiele         | Mungyeong           | 1.                  | 200 m               | 20,64 s             |
| 2015                | Militärweltspiele         | Mungyeong           | 4.                  | 4 × 100 m           | 39,64 s             |
| 2016                | Europameisterschaften     | Amsterdam           | 11.                 | 200 m               | 20,94 s             |
| 2016                | Olympische Sommerspiele   | Rio de Janeiro      | 49.                 | 200 m               | 20,65 s             |
| 2018                | Mittelmeerspiele          | Tarragona           | 2.                  | 200 m               | 20,77 s             |
| 2018                | Mittelmeerspiele          | Tarragona           | 1.                  | 4 × 100 m           | 38,49 s             |
| 2018                | Europameisterschaften     | Berlin              | 6.                  | 200 m               | 20,13 s             |
| 2018                | Europameisterschaften     | Berlin              |                     | 4 × 100 m           | DSQ                 |
| 2019                | Weltmeisterschaften       | Doha                | 21.                 | 200 m               | 20,73 s             |
| 2021                | World Athletics Relays    | Chorzów             | 2.                  | 4 × 100 m           | 39,21 s             |
| 2021                | Olympische Sommerspiele   | Tokio               | 16.                 | 200 m               | 20,43 s             |
| 2021                | Olympische Sommerspiele   | Tokio               | 1.                  | 4 × 100 m           | 37,50 s             |
| 2022                | Weltmeisterschaften       | Eugene              | 31.                 | 200 m               | 20,63 s             |
| 2022                | Weltmeisterschaften       | Eugene              | 10.                 | 4 × 100 m           | 38,74 s             |
| 2022                | Europameisterschaften     | München             | 12.                 | 200 m               | 20,48 s             |
| 2023                | Weltmeisterschaften       | Budapest            | 26.                 | 200 m               | 20,49 s             |

## Persönliche Bestleistungen
Freiluft
- 100 m: 10,21 s, 18. Mai 2022, Savona
- 200 m: 20,13 s, 9. August 2018, Berlin
- 400 m: 46,87 s, 25. April 2016, Morena

Halle
- 60 m: 6,67 s, 12. Februar 2022, Dortmund
- 200 m: 21,83 s, 3. März 2012, Val-de-Reuil